# Alex Cubis
Alex Cubis (ur. 24 października 1990 w Sydney) – australijski aktor filmowy i telewizyjny. Znany jest głównie z roli Erika w serialu Syreny z Mako.
Karierę filmową rozpoczął w 2010 roku, występując w filmie krótkometrażowym.

## Wybrana filmografia
- 2013: Gauntlet – Ryan Sanders
- 2015: Syreny z Mako – Erik
- 2016: Rake – Kyle Mannix
- 2017: Unverified – Andrew
- 2018: Drodzy biali! – Nicolas